# District de Capricorn
 (juin 2021).
Si vous disposez d'ouvrages ou d'articles de référence ou si vous connaissez des sites web de qualité traitant du thème abordé ici, merci de compléter l'article en donnant les références utiles à sa vérifiabilité et en les liant à la section « Notes et références ».
Le District de Capricorn est l'un des 5 districts de la province du Limpopo en Afrique du Sud. Le district tire son nom du tropique du Capricorne qui le traverse. La capitale du district municipal de Capricorn est Polokwane. La grande majorité de ses habitants parlent le sotho du Nord comme langue parlée à la maison (recensement de 2011). Le code du district est DC35.

## Démographie
Au recensement de 2011, la population était de 1 261 463 habitants ; lors du recensement de 2022 elle était de 1 447 103 habitants.